# Plinio Romaneschi
Plinio Romaneschi (Pollegio, 5 giugno 1890 – Parigi, 2 agosto 1950) è stato un paracadutista svizzero, pioniere dell'aeronautica noto per i suoi esperimenti legati al "volo muscolare umano".

## Biografia

### Infanzia e formazione

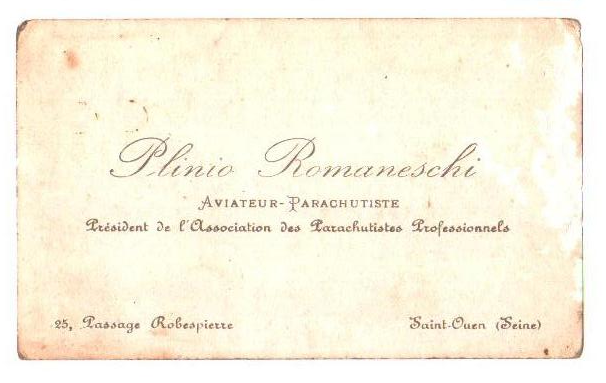
Il biglietto da visita di Plinio Romaneschi

Nato nel piccolo comune ticinese di Pollegio nel 1890, dopo aver imparato il mestiere di elettricista e un apprendistato in un'officina meccanica, giovanissimo si è trasferito in Francia, a Parigi dove si è avvicinato al mondo del paracadutismo. Il 19 marzo del 1913 acquisisce il brevetto di pilota alla scuola di Giovanni Battista Caproni. In breve tempo acquisisce una certa notorietà grazie ad esercizi aerei particolarmente spericolati. In particolare con trapezio, scale e esercizi sulla carlinga degli aerei in volo. Per alcuni anni ha detenuto il record di lancio da alte e basse quote ed è stato presidente dell'associazione paracadutisti professionisti di Francia. Si esibì in Europa e negli Stati Uniti. Nel 1919 vinse il gran premio "Atlantic City" e nel 1920 ricevette la medaglia d'oro dell'aero club del Belgio. Fu il primo paracadutista a lanciarsi da un aeroplano in volo rovesciato.

### Vita privata
Nel 1930 si sposò con una paracadutista francese chiamata "Madame Yvonne" da cui divorziò alcuni anni dopo e con cui non ebbe figli. Si lanciarono insieme in occasione del meeting di Bellinzona del 1931. Si dice che avesse molte ammiratrici e che amasse la "bella vita".

### Il tentativo di volo muscolare umano
Nel 1939, all'età di 49 anni, volle sperimentare un dispositivo meccanico, elaborato in collaborazione con il ticinese (ma anch'esso residente a Parigi) Filippo "Philip" Dotti, delle ali meccaniche, in tela e metallo, che avrebbero dovuto permettere il volo umano. Il 20 agosto, davanti ad un folto pubblico, si lanciò con il prototipo di tuta alare "Icaro R1" dai circa 140 metri della funivia di Malvaglia sopra all'orrido del fiume Orino. L'evento richiamo a Malvaglia diverse migliaia di persone e fu organizzato dall'imprenditore locale Elvezio Prospero. L'apparecchio non funzionò e Romaneschi atterrò grazie al paracadute che provvidenzialmente indossava.

### Gli ultimi anni
Trascorse gli ultimi anni di vita in Francia, a Parigi e a Saint-Ouen sur Seine, dove riprese la sua attività di meccanico e dove si ammalò di tubercolosi e morì a causa di essa. Le spoglie vennero riportate in Svizzera su stimolo dell'amico fraterno Filippo Dotti. Venne sepolto l'8 agosto nel cimitero del comune sopracenerino di Biasca. La sua tomba è ancora visibile ed è facilmente riconoscibile per la lapide che reca scolpiti un elefante, una scimmia ed un leone.

### Famiglia
L'ultima Romaneschi del suo ceppo è stata Estella, vedova Rossetti, nipote di Plinio in quanto figlia del fratello. I discendenti rimasti di Plinio Romaneschi derivano dalla progenie di Estella e del fratello di quest'ultima, Bruno.

## Leggende legate al Romaneschi
Numerosi episodi leggendari sono attribuiti a Plinio Romaneschi. Si dice che saltasse dalla finestra di casa con un ombrello e che percorresse le strette balaustre protettive sul ponte che attraversava il fiume Brenno con la bicicletta. Si racconta che fosse così interessato alla tecnica che sin da piccolo usasse sdraiarsi sui binari della linea ferroviaria del Gottardo per osservare da sotto i treni a vapore. A causa di queste spericolatezze il Romaneschi sarebbe rimasto leggermente zoppo. Si racconta che fosse talmente forte da essere in grado di passare da un palo elettrico all'altro rimanendo attaccato con la sola forza delle braccia ai fili della luce.

## Riferimenti nella cultura di massa
A Plinio Romaneschi sono state dedicate diverse canzoni e diversi film documentari.
- Davide Buzzi, Il Diavolo Rosso, Romaneschi (album del 1998)[7].
- Vittorio Castelnuovo, La Filovia di Malvaglia - si cita in particolare il fallimentare tentativo di "volo muscolare umano" del 1939 a Malvaglia "Fiaschi alla Romaneschi, pescati giù nella valle".
- Olmo Cerri, Plinio Romaneschi: l'uomo volante (RSI, Storie, 2015)

## Principali esibizioni[1]
- Lancio di Bellinzona (16 ottobre 1921)
- Lancio di Lugano (partito dal Campo Marzio atterrò nel lago Ceresio) (6 novembre 1921)
- Lancio di Biasca (19 marzo 1922)
- Lancio di Como (1922)[8]
- Lancio di Milano - Campo di aviazione di Taliedo (1922)
- Lancio di bassa quota, con record del mondo, dal ponte ferroviario di Intragna - 75 metri (6 luglio 1925)
- Lancio di Ginevra (1925)[9]
- Secondo lancio di Biasca (1929)
- Secondo lancio di Bellinzona (2 e 4 ottobre 1931)
- Lancio di Locarno (in occasione dell'inaugurazione dell'aeroporto cantonale) (1934)
- Tentativo di "Volo umano muscolare" con prototipo di ali meccaniche a Malvaglia il 20 agosto (1939)